# 243-я штурмовая авиационная дивизия
243-я штурмовая авиационная дивизия (243-я шад) — соединение Военно-Воздушных сил (ВВС) Вооружённых Сил РККА штурмовой авиации, принимавшее участие в боевых действиях Великой Отечественной войны.

## Наименования дивизии

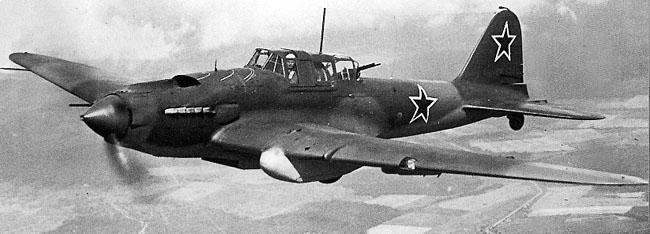
Ил-2

- 243-я штурмовая авиационная дивизия
- 3-я гвардейская штурмовая авиационная дивизия
- 3-я гвардейская штурмовая авиационная Валдайская дивизия
- 3-я гвардейская штурмовая авиационная Валдайско-Ковельская дивизия
- 3-я гвардейская штурмовая авиационная Валдайско-Ковельская Краснознамённая дивизия
- 3-я гвардейская штурмовая авиационная Валдайско-Ковельская Краснознамённая ордена Суворова дивизия
- Полевая почта 06876

## История и боевой путь дивизии
243-я штурмовая авиационная дивизия начала формирование 13 июня 1942 года Приказом НКО СССР № 00117 от 6 июня 1942 года на основе ВВС 34-й армии и частей ВВС Северо-Западного фронта. После формирования вошла в состав 6-й воздушной армии Северо-Западного фронта. День части отмечается 15 июня.
Дивизия сформирована в составе:
- управление дивизии, звено управления 2 самолёта У-2, 2 лётчика, место дислокации — Спехово[1];
- 74-й штурмовой авиационный полк, 5 самолётов Ил-2, 13 лётчиков, место дислокации — Градобить[1];
- 288-й штурмовой авиационный полк, 20 самолётов Ил-2, 22 лётчика, место дислокации — Макарово[1];
- 299-й штурмовой авиационный полк, 6 самолётов Ил-2, 10 лётчиков, место дислокации — Градобить[1];
- 54-я отдельная рота связи, место дислокации — Спехово[1].

В период с 15 февраля 1943 года по 18 марта 1943 года дивизия принимала участие в Демянской операции — ликвидации Демянского котла. К началу операции дивизия имела боевой состав:
- управление дивизии, звено управления 2 самолёта У-2, 2 лётчика, место дислокации — Вины[1];
- 33-й гвардейский штурмовой авиационный полк, 21 самолёт Ил-2, 29 лётчиков, место дислокации — Вины[1];
- 74-й штурмовой авиационный полк, 20 самолётов Ил-2, 28 лётчиков, место дислокации — Градобить[1];
- 784-й штурмовой авиационный полк, 22 самолёта Ил-2, 30 лётчиков, место дислокации — Макарово[1];
- 54-я отдельная рота связи, место дислокации — Вины[1].

За период операции выполнено 733 боевых вылета с налётом 817 часов 45 минут. Потери составили: 13 лётчиков, 15 воздушных стрелков, 16 самолётов.
243-я штурмовая авиационная дивизия за показанные образцы мужества и героизм Приказом НКО № 128 от 18 марта 1943 года переименована в 3-ю гвардейскую штурмовую авиационную дивизию.
В составе действующей армии дивизия находилась с 15 июня 1942 года по 18 марта 1943 года.

## Командир дивизии
- Подполковник Дельнов Иван Васильевич[2][4], 14.06.1942 — 23.01.1943, отстранён, назначен командиром 784-го шап,
 15.03 сбит, пропал без вести. Во время выполнения боевого задания 15 марта 1943 года при атаке аэродрома противника Сольцы, выполняя атаку самолётов на аэродроме с высоты 5 — 7 м ведущий группы из 10 самолётов Ил-2 командир полка был подбит, видя безвыходность положения, на большой скорости врезался в самолёты, стоящие на аэродроме[5];
- Полковник Сухоребриков Георгий Александрович[1][4], 21.01.1943 — 18.03.1943

### Заместители командира дивизии
- Военный комиссар дивизии — полковой комиссар Моржерин, сбит, погиб[1][2];
- Начальник штаба — полковник Воинов Иван Тихонович[1].

## В составе объединений
| Дата          | Фронт (округ)         | Армия               | Примечания |
| ------------- | --------------------- | ------------------- | ---------- |
| 14.06.1942 г. | Северо-Западный фронт | 6-я воздушная армия | -          |
| 18.03.1943 г. | Северо-Западный фронт | 6-я воздушная армия | -          |

## Части и отдельные подразделения дивизии
За весь период своего существования боевой состав дивизии не претерпевал изменения:
| Период                  | Наименование                                | Вооружение                        |
| ----------------------- | ------------------------------------------- | --------------------------------- |
| 14.06.1942 — 18.03.1943 | 74-й штурмовой авиационный полк             | Ил-2, переименован в 70-й гв. шап |
| 14.06.1942 — 22.11.1942 | 288-й штурмовой авиационный полк            | Ил-2, переименован в 33-й гв. шап |
| 04.12.1942 — 18.03.1943 | 784-й штурмовой авиационный полк            | Ил-2, переименован в 71-й гв. шап |
| 14.06.1942 — 18.07.1942 | 299-й штурмовой авиационный полк            | Ил-2, убыл на доукомплектование   |
| 22.11.1942 — 18.03.1943 | 33-й гвардейский штурмовой авиационный полк | Ил-2                              |

## Присвоение гвардейских званий
За показанные образцы мужества и героизм:
- 243-я штурмовая авиационная дивизия Приказом НКО № 128 от 18 марта 1943 года переименована в 3-ю гвардейскую штурмовую авиационную дивизию.
- 288-й штурмовой авиационный полк переименован в 33-й гвардейский штурмовой авиационный полк[6].
- 74-й штурмовой авиационный полк Приказом НКО № 128 от 18 марта 1943 года переименован в 70-й гвардейский штурмовой авиационный полк.
- 784-й штурмовой авиационный полк Приказом НКО № 128 от 18 марта 1943 года переименован в 71-й гвардейский штурмовой авиационный полк.

## Отличившиеся воины дивизии
- Васильчиков Владимир Владимирович, старший сержант, лётчик 33-го гвардейского штурмового авиационного полка 243-й штурмовой авиационной дивизии 6-й воздушной армии Указом Президиума Верховного Совета СССР от 1 мая 1943 года удостоен звания Герой Советского Союза. Посмертно.
- Марютин Пётр Матвеевич, старший лейтенант, заместитель командира эскадрильи 288-го штурмового авиационного полка 243-й штурмовой авиационной дивизии 6-й воздушной армии Указом Президиума Верховного Совета СССР от 21 июля 1942 года удостоен звания Герой Советского Союза. Золотая звезда № 602.
- Носов Александр Андреевич, лейтенант, командир звена 288-го штурмового авиационного полка 243-й штурмовой авиационной дивизии 6-й воздушной армии Указом Президиума Верховного Совета СССР от 21 июля 1942 года удостоен звания Герой Советского Союза. Золотая звезда № 600.
- Романенко Василий Сергеевич, старший лейтенант, заместитель командира эскадрильи 288-го штурмового авиационного полка. Будучи командиром эскадрильи 502-го штурмового авиационного полка Северо-Западного фронта Указом Президиума Верховного Совета СССР от 21 июля 1942 года за образцовое выполнение боевых заданий командования на фронте борьбы с немецко-фашистскими захватчиками и проявленные при этом мужество и героизм удостоен звания Герой Советского Союза. Посмертно.

## Итоги боевой деятельности
Всего за период с 5 июня 1942 года по 21 января 1943 года дивизией:
| Выполнено боевых вылетов | Уничтожено танков | Уничтожено бронемашин | Уничтожено автомашин | Уничтожено автомашин |
| ------------------------ | ----------------- | --------------------- | -------------------- | -------------------- |
| 1532                     | 95                | 56                    | 1062                 | 56                   |

| Уничтожено повозок с боеприпасами | Уничтожено автоцистерн | Уничтожено орудий ПА и ЗА | Уничтожено миномётов | Уничтожено зенитных пулемётов |
| --------------------------------- | ---------------------- | ------------------------- | -------------------- | ----------------------------- |
| 189                               | 33                     | 176                       | 61                   | 28                            |

| Уничтожено пулемётов | Уничтожено складов ГСМ и с б/п | Уничтожено ж.д. эшелонов и паровозов | Уничтожено самолётов в ВБ и на земле | Уничтожено речных переправ | Уничтожено ДЗОТов |
| -------------------- | ------------------------------ | ------------------------------------ | ------------------------------------ | -------------------------- | ----------------- |
| 36                   | 86                             | 2                                    | 211                                  | 2                          | 158               |